# (3214) Makarenko
(3214) Makarenko es un asteroide perteneciente al cinturón de asteroides, descubierto el 2 de octubre de 1978 por la astrónoma ucraniana Liudmila Zhuravliova desde el Observatorio Astrofísico de Crimea (República de Crimea).

## Designación y nombre
Designado provisionalmente como 1978 TZ6. Fue nombrado Makarenko en honor al pedagogo ruso Antón Makárenko.